# Kostolačka kultura
Kostolačka kultura je eneolitička kultura čiji je razvoj započeo odo 3250. godine na području jugoistočne Europe (Šumadija, sjeverna Bosna, Slavonija, Srijem), a do kraja svoga postojanja 3000. godine pr. Kr. bila je rasprostranjena na sjeveru do Slovačke, te na istoku do Erdelja i Oltenije u današnjoj Rumunjskoj. Ime je dobila po eponimnom lokalitetu Kostolac u Srbiji. Kostolačka se kultura razvila na temelju kasnoneolitičkih kultura koje klasična badenska kultura nije uspjela asimilirati, te nakon privremene mirne koegzistencije tih dviju kultura, narodi kostolačke kulture bili su primorani potražiti nove prostore na sjeveru do Slovačkih planina. Naselja kostolačke kulture najčešće su utvrđena opkopima i prirodnim vodenim tokovima (primjer lokalitet Cerić-Plandište kod Vinkovaca), te u teško pristupačnim gorskim predjelima (Bosna). Kostolačka kultura prethodi vučedolskoj, na koju je izvršila važan utjecaj.

## Kultura
Stanovništvo se pretežito bavilo poljodjelstvom i stočarstvom. Djelomice su poznavali uporabu i preradbu bakra. Naselja su podizali na povišenim riječnim terasama ili na teško pristupačnim mjestima uz riječne tokove. Pravokutne, prostrane kuće gradili su od pletera omazanog ilovačom. U višeslojnim naseljima u Slavoniji i Srijemu (Vučedol, Sarvaš, Gomolava) otkrivene su kuće s apsidom. Uz inhumaciju se pojavljuju i prvi paljevinski ukopi u žarama (Dvorovi kraj Bijeljine, Padina u Đerdapu). Izrađivali su vrlo kvalitetnu keramiku tankih stijenki, sive, crne ili, rjeđe, oker boje, sjajno uglačanu. Dok su se tipovi posuda uglavnom razvili iz badenskih oblika, pri ukrašavanju su se primjenjivale nove tehnike i motivi: brazdasto urezivanje i utiskivanje žigova s geometrijskim uzorcima (pravokutnici, viseći trokuti, cikcak vrpce, šahovnice i dr.) ispunjenih bijelom inkrustacijom.

## Nalazišta
Kultura je raširena u Slavoniji (Vučedol, Sarvaš, Cerić, Ašikovci, Grabrovac-Đakovo, Slavča-Nova Gradiška), Srijemu (Gomolava), sjevernoj Bosni (Pivnica kraj Odžaka) i Srbiji (Kostolac, okolica Kragujevca, Aleksinac). Nalazišta u mađarskom Podunavlju i Slovačkoj potvrđuju njezin prodor na sjever Panonske nizine.